# 천공신

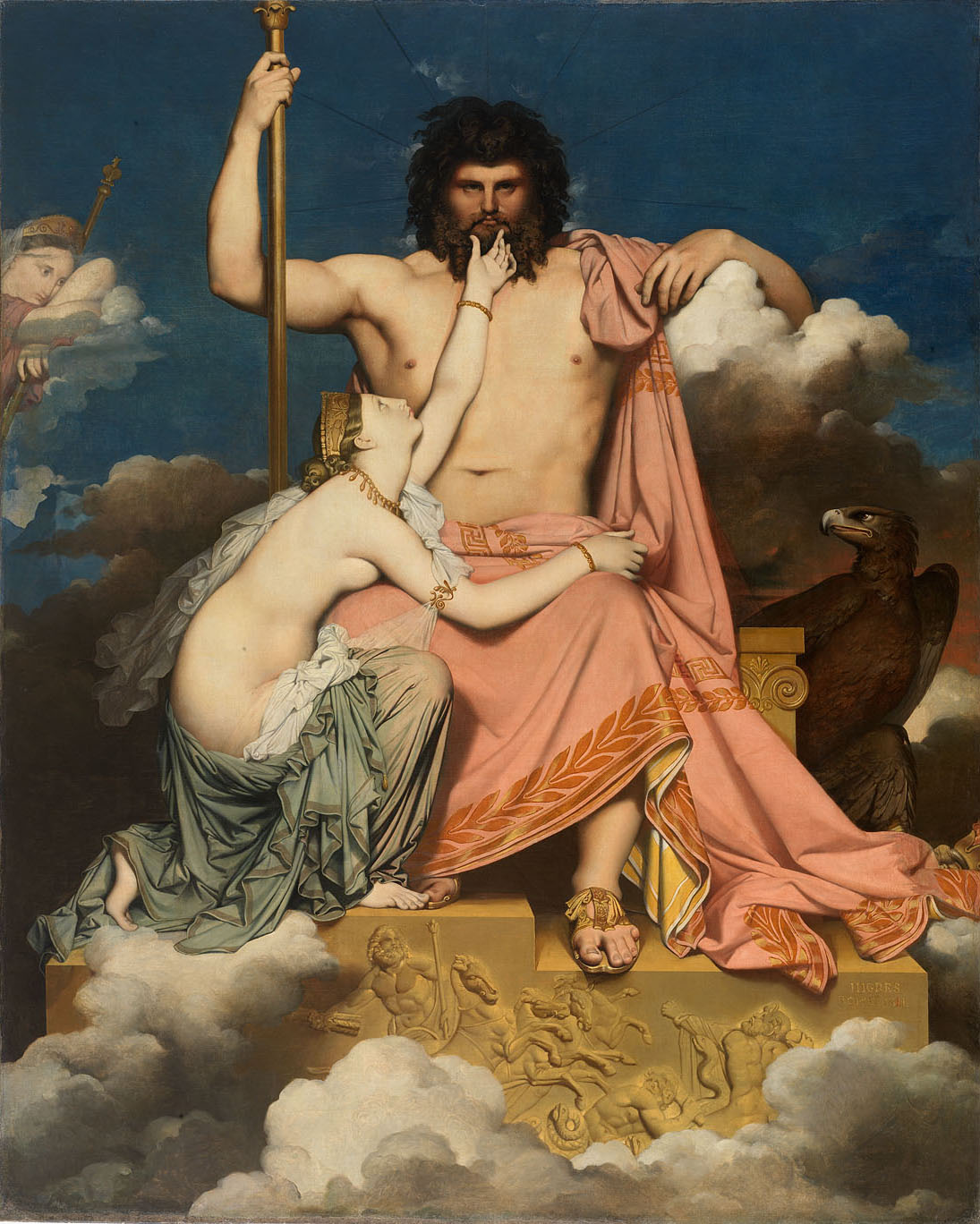
로마 종교와 신화의 천부신인 유피테르.

하늘은 종종 중요한 종교적 의미를 지닌다. 다신교와 일신교의 많은 종교에는 하늘과 관련된 신이 있다.
낮의 천공신은 일반적으로 밤의 천공신과 구별된다. 스티스 톰슨의 민속문학의 모티프 인덱스는 "천공신"(A210)과 "별의 신"(A250)의 범주를 분리하여 이를 반영한다. 신화에서 밤의 신은 보통 밤의 신으로, 별의 신은 단순히 별의 신으로 알려져 있다. 이 두 범주는 모두 하늘과 관련되어 있으므로 여기에 포함된다. 태양과 달이 하늘에 있기 때문에 발광신도 포함된다. 일부 종교에서는 낮의 신이나 밤의 의인화를 보완하기 위해 하늘을 밝히는 낮의 신과 구별되는 낮의 신이나 의인화를 가질 수도 있다.
낮의 신과 밤의 신은 낮의 신들과 밤의 신들은 종종 지구와 반대되는 "천상계" 또는 "명계"의 신들이다. 그리스 신화에서 우라노스는 원시 하늘의 신이었으며 궁극적으로 올림푸스 산 꼭대기의 천상의 영역을 다스린 제우스가 계승했다. 천상의 올림포스 신들과는 대조적으로 명계를 다스리는 천상의 신 하데스와 바다를 다스리는 포세이돈이 있었다.
남성적인 천공신은 종종 신들의 왕이기도 하며 판테온 내에서 가장 높은 위치를 차지한다. 그러한 왕신들은 집합적으로 " 천부신"들로 분류되며, 하늘과 땅 사이의 극성은 종종 "천부신과 "지모신"을 짝지음으로써 표현된다(천모신과 지부신의 짝은 더욱 드물다). 주된 하늘의 여신은 종종 신들의 여왕이며 그 자체로 공기/하늘의 여신일 수 있지만, 그녀는 일반적으로 "하늘"이 그녀의 주된 것이 아닌 다른 기능도 가지고 있다. 고대에는 고대 이집트, 메소포타미아, 근동의 여러 하늘 여신을 하늘의 여왕이라고 불렀다. 신이교도들은 종종 역사적으로 이 용어와 연관되지 않은 다른 지역의 하늘 여신들에게 면책으로 그것을 적용한다.
신들은 한 쌍으로 하늘을 다스릴 수 있다(예를 들어, 고대 셈족 최고 신 엘과 그가 짝을 이뤘을 가능성이 가장 높은 다산의 여신 아세라).

## 같이 보기
- 천부신